# رضوان الموسى
رضوان الموسى (مواليد 13 سبتمبر 1990) هو لاعب كرة قدم سعودي .

## مسيرة اللاعب
لعب سابقاً لأندية الهلال والشعلة و نادي الأنصار ونادي النخيل ونادي عفيف .

## الحياة الشخصية
هو شقيق اللاعبين كامل الموسى وأحمد الموسى ومعتز الموسى وربيع الموسى وريان الموسى .

## وصلات خارجية
- رضوان الموسى على موقع قاعدة بيانات كرة القدم.إي يو (الإنجليزية)
- رضوان الموسى على موقع Soccerway.com (الإنجليزية)

- رضوان الموسى